# František Blaha
František Blaha (* 12. října 1962 Sulíkov) je český římskokatolický kněz, v letech 2005 až 2010 provinciál české salesiánské provincie.
Narodil se v Sulíkově na Boskovicku, jeho rodiče František a Vlasta Blahovi pracovali v zemědělství a v hospodě (zvané Hukovna), která měla sídlo přímo v rodném domě. Pochází ze čtyř sourozenců, jeho bratr Jan je také salesiánem.  Po kněžském svěcení působil jako farní vikář v Rajhradě u Brna, poté se stal dómským vikářem v Brně na Petrově. Od 1. dubna 1990 zastával funkci sekretáře biskupa Vojtěcha Cikrleho. V září 1994 začal pracovat jako farní vikář v Salesiánském středisku mládeže v Brně-Žabovřeskách a zároveň byl pověřen spoluprací s Diecézním centrem mládeže (Brno-Sv. Augustin). Následující tři roky zastával funkci vikáře provinciála. Od 1. února 2003 byl ředitelem komunity v Praze-Kobylisích. Provinciálem byl jmenován 7. června 2004, úřadu se ujal 17. ledna 2005 ve Fryštáku. Provinciálem byl do roku 2010, následně působil v salesiánské komunitě v Ostravě a nyní opět v Praze.
Od července 2020 je po Martinu Hobzovi farářem farnosti sv. Terezie od Dítěte Ježíše v Kobylisích.